# Ocypodoidea
Die Ocypodoidea sind eine Überfamilie der Krabben (Brachyura).

## Merkmale
Ocypodoidea sind Thoracotremata mit einem stark verknöcherten und damit sehr harten Rückenpanzer (Carapax). Dieser hat eine quadratische oder querovale Form. Die Stirn ist eng, in der Regel enger oder genauso breit wie die Augenhöhle. Ischium und Merus des dritten Maxilliped sind frei, nur bei einigen Camptandriidae fusioniert. Zwischen den beiden Maxillipeden ist nur ein enger rhombenförmiger Spalt. Die Mandibeln sind bei geschlossenen Mundwerkzeugen nicht sichtbar. Die Schreitbeine (Pereopoden 2–5) sind schlank und haben spitze Enden (Dactyli).

## Lebensweise
Ocypodoidea bewohnen vor allem Flachwasser und Gezeitenzone. Bei Ebbe sind die Krabben nahe ihrer Löcher im Schlamm oder auf Sandflächen anzutreffen, in die sie bei Gefahr verschwinden. Ocypodoidea sind Sedimentfresser, ernähren sich also vom organischen Sediment des Gewässerbodens, welches aus Pflanzenresten, der Mikrovegetation (Microphytobenthos) und oft auch aus kleinen tierischen Lebewesen (Meiofauna) besteht. Die zu einem Filterapparat modifizierten Mundwerkzeuge ermöglichen die Abtrennung der Schwebstoffe.

## Systematik
Die Überfamilie wird in sieben rezente Familien untergliedert:
- Camptandriidae (Stimpson, 1858)
- Dotillidae (Stimpson, 1858)
- Heloeciidae (H. Milne-Edwards, 1852)
- Macrophthalmidae (Dana, 1851)
- Soldatenkrabben (Mictyridae) (Dana, 1851)
- Ocypodidae (Rafinesque, 1815)
- Xenophthalmidae (Stimpson, 1858)